# Nitơ dioxide
Nitơ dioxide, hay nitơ(IV) oxide là một hợp chất vô cơ có công thức hóa học NO2. Nó là một trong các loại nitơ oxide. Nitơ dioxide là chất trung gian trong quá trình tổng hợp công nghiệp của axit nitric, với hàng triệu tấn được sản xuất mỗi năm. Khí độc màu nâu đỏ này có mùi gắt giống với mùi clo đặc trưng và là một chất gây ô nhiễm không khí nổi bật. Nitơ dioxide là một phân tử thuận từ, cong với đối xứng nhóm điểm C2v.

## Đặc điểm phân tử
Nitơ dioxide có khối lượng phân tử 46,0055 g/mol, khiến cho nó nặng hơn không khí với khối lượng phân tử trung bình là 28,8. Độ dài liên kết giữa các nguyên tử nitơ và nguyên tử oxy là 119,7 pm. Chiều dài liên kết này là phù hợp với bậc liên kết giữa 1 và 2.
Nitơ dioxide phản ứng với nước theo phương trình:
3NO2 + H2O → 2HNO3 + NO